# Fatimakapelle (Langen bei Bregenz)

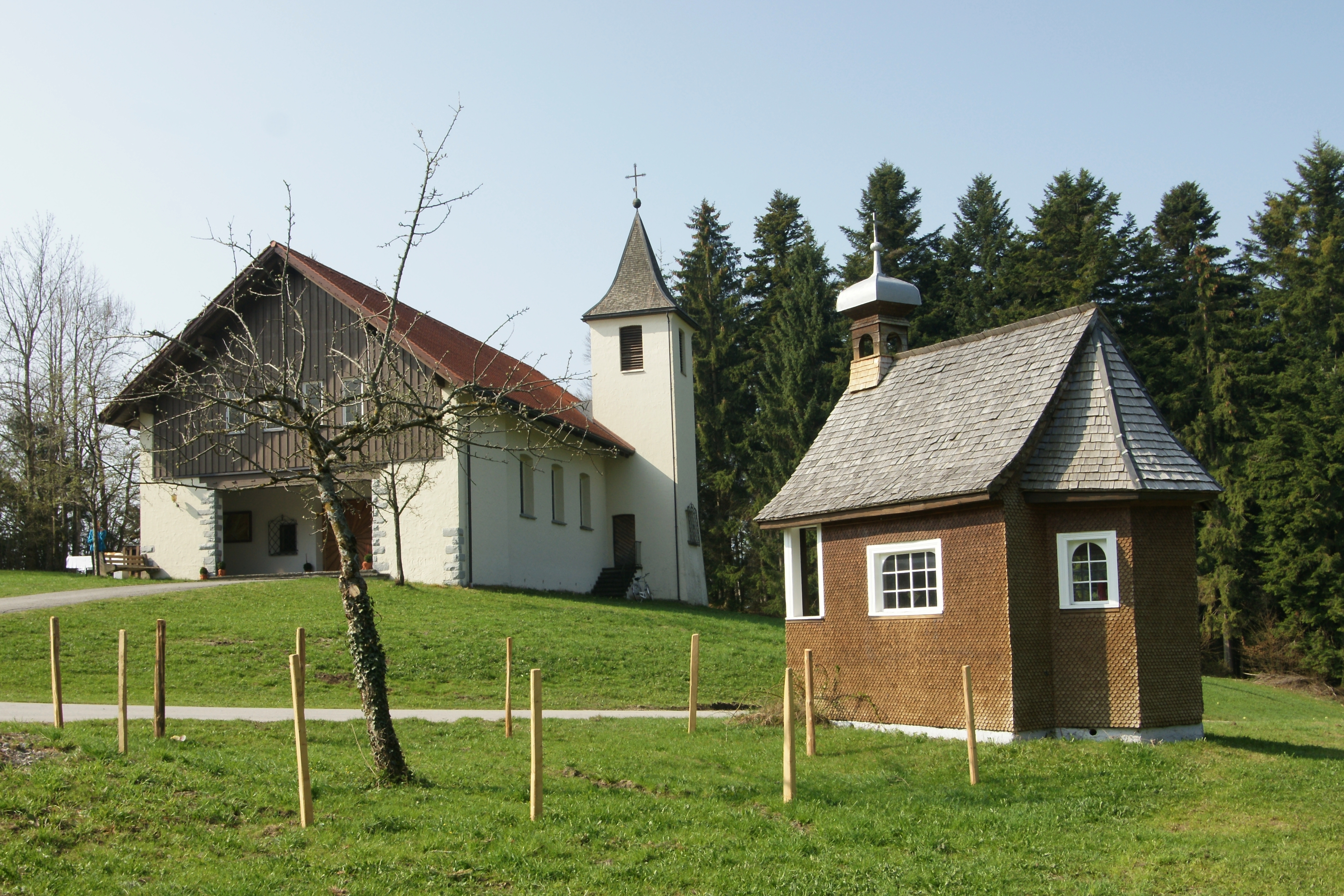
Fatimakapellen

Mit Fatimakapelle auf dem Stollen wird eine alte und eine neue römisch-katholische Kapelle in der Gemeinde Langen bei Bregenz bezeichnet.

## Alte Fatimakapelle
Aufgrund eines Gelübdes ließ Kaspar Gmeiner im Jahre 1933 zuerst ein Feldkreuz von Franz Albertani gestalten. Weil er es als kostbar empfand, baute er im Jahr 1934 eine Kapelle als Holzbau drumherum, die das Kreuz schützen sollte. Die komplett verschindelte kleine Kapelle hat einen Dachreiter mit Zwiebelhaube. Als Gmeiner im Atelier des Künstlers eine so genannte Fatima-Madonna sah, erwarb er auch diese und brachte sie in seiner Hofkapelle unter, die seither nach der Muttergottes von Fatima benannt ist.

## Neue Fatimakapelle

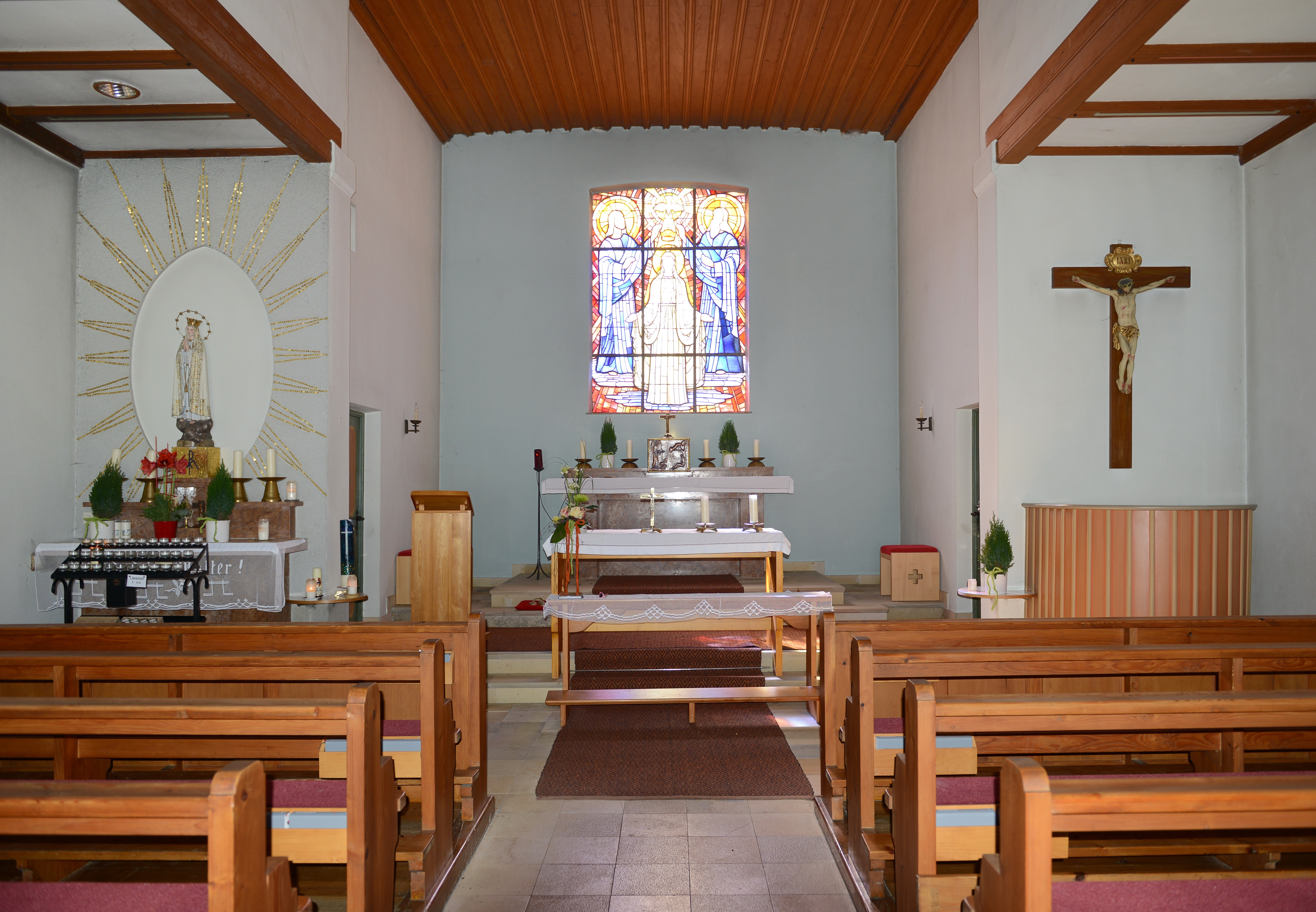
Innenraum der Neuen Fatimakapelle

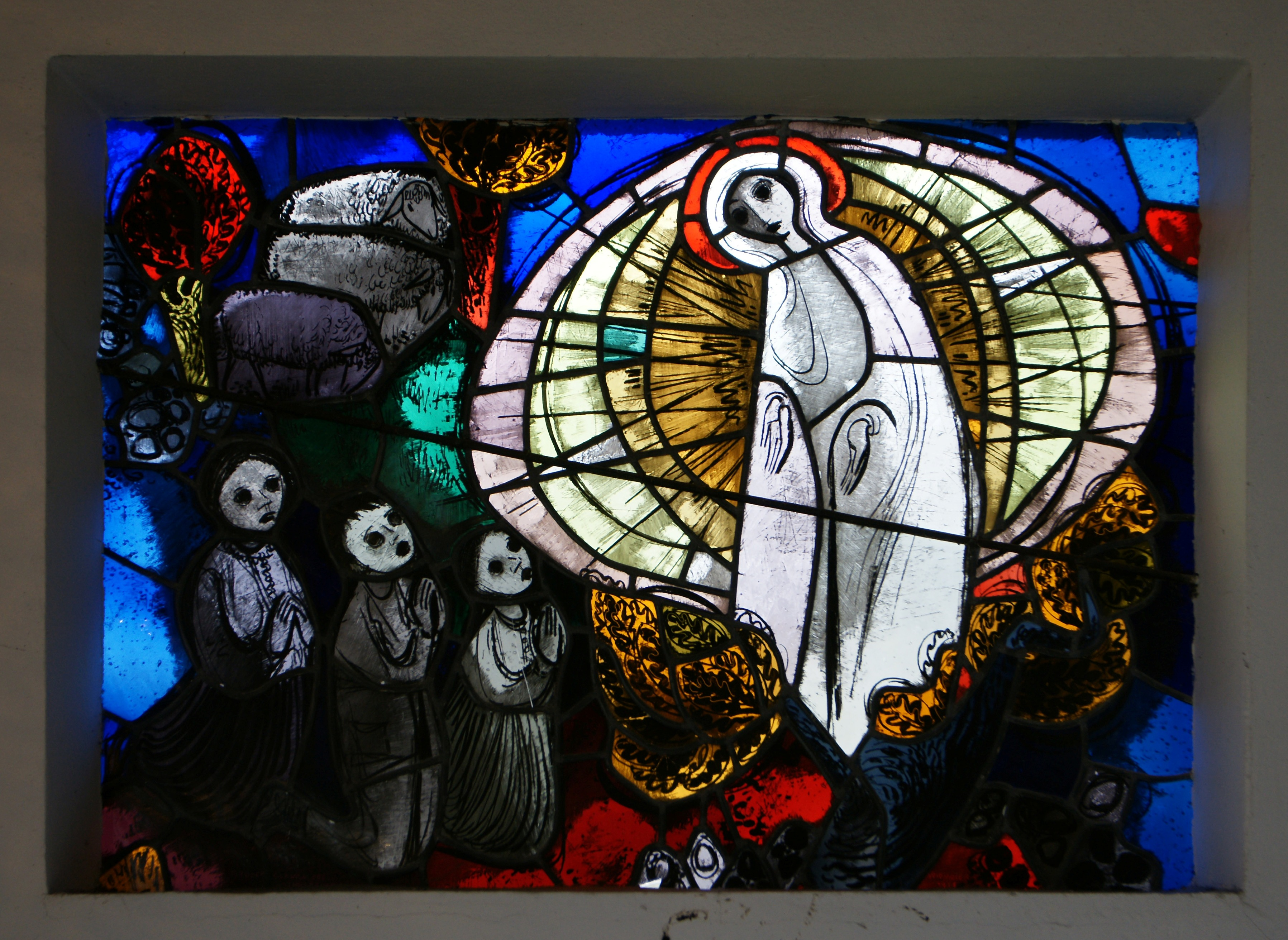
Glasmalerei – Neue Fatimakapelle

In den Jahren 1951 bis 1952 wurde neben der Alten Kapelle die Neue Kapelle nach den Plänen von Willibald Braun errichtet. Auch dieser neue Bau geht auf ein Gelöbnis zurück. Grundstück und Baumaterial wurden gespendet, das Gebäude wurde ohne öffentliche Hilfe errichtet. Am 12. Oktober 1952 wurde die neue große Kapelle von Franz Tschann, Weihbischof des Bistums Feldkirch, geweiht.
Diese wesentlich größere Kapelle ist ein Rechteckbau mit eingezogenem Eingangsvorraum und einem geraden Abschluss unter einem Satteldach. Die Kapelle hat einen Turm mit Spitzhelm. Der Innenraum hat eine gestaffelte Flachdecke und Flachbogenfenster seitlich und an der Altarwand.
Die Glasmalerei an der Altarwand Krönung Mariens von Fritz Krcal wurde von der Tiroler Glasmalereianstalt Innsbruck ausgeführt. In den seitlichen Fenstern stellen die Glasmalereien die Heiligen Dominikus Savio, Maria Goretti, Antonius von Padua, Katharina Labouré, Niklaus von Flüe und Hemma von Gurk dar, entworfen von Albert Rauch, ausgeführt ebenfalls von der Tiroler Glasmalereianstalt Innsbruck. Die 1933  geschaffene Fatimamadonna von Franz Albertani mit einer Krone von Erwin Klobassa wurde aus der „Alten Kapelle“ hierher gebracht. Die Bekrönung des Gnadenbildes wurde im Jahre 1954 vorgenommen. Die Wandbehänge schuf Mila Bjelik.

## Nachweise
1. ↑  vol.at: Fatima-Kapelle auf dem Stollen

Koordinaten: 47° 30′ 6,3″ N, 9° 48′ 11,6″ O